# Shorty Hamilton
Shorty Hamilton (de son vrai nom John H. Hamilton) est un acteur américain du cinéma muet, né le 9 septembre 1879 à Chicago (Illinois) et décédé le 7 mars 1925 à Los Angeles (Californie) dans un accident de la route.

## Filmographie (partielle)
- 1912 : The Other Girl de Thomas H. Ince
- 1912 : For the Cause de Thomas H. Ince et Francis Ford
- 1912 : The Ball Player and the Bandit de Francis Ford
- 1912 : The Sergeant's Boy de Thomas H. Ince
- 1912 : The Man They Scorned, de Thomas H. Ince et Reginald Barker
- 1913 : How Shorty Kept His Word de Francis Ford
- 1913 : Le Désastre (The Battle of Gettysburg) de Thomas H. Ince et Charles Giblyn
- 1914 : The Adventures of Shorty de Francis Ford et Scott Sidney
- 1915 : The Ruse de William H. Clifford et William S. Hart
- 1915 : On the Night Stage de Reginald Barker